# فيتاس غيرولايتيس
فيتاس غيرولايتيس (بالإنجليزية: Vitas Gerulaitis)‏ مواليد 26 يوليو 1954 في بروكلين - الوفاة 17 سبتمبر 1994 في نيويورك، كان لاعب كرة مضرب أمريكي من أصل ليتواني سابق وكان يلعب باليد اليمنى بدأ مسيرته كمحترف عام 1971، اعتزل اللعب في 1986. كما أنه أحد أبطال الجراند سلام. أعلى تصنيف له في الفردي كان المركز الـ 3 في سنة 1978.

## بطولات حققها
- بطولة ويمبلدون
- بطولة أستراليا المفتوحة للتنس

## روابط خارجية
- فيتاس غيرولايتيس على موقع رابطة محترفي التنس (الإنجليزية)
- فيتاس غيرولايتيس على موقع الاتحاد الدولي لكرة المضرب (الإنجليزية)
- فيتاس غيرولايتيس على موقع كأس ديفيز (الإنجليزية)
- فيتاس غيرولايتيس على موقع خلاصة التنس.كوم (الإنجليزية)